# Sybra multilineata
Sybra multilineata es una especie de escarabajo del género Sybra, familia Cerambycidae. Fue descrita científicamente por Pic en 1926.
Habita en China, Tailandia, Laos y Vietnam. Esta especie mide 9,5-11 mm.